# Hypnum vernicosum
Hypnum vernicosum är en bladmossart som beskrevs av Georg Ernst Ludwig Hampe 1836. Hypnum vernicosum ingår i släktet flätmossor, och familjen Hypnaceae. Inga underarter finns listade i Catalogue of Life.